# Sports Car Classic 2022
Navigation
Édition précédente Édition suivante
Le Sports Car Classic 2022 (officiellement appelé le 2021 Chevrolet Détroit Grand Prix presented by Lear) a été une course de voitures de sport organisée sur le Circuit de Belle Isle au Michigan, aux États-Unis, qui s'est déroulée le 4 juin 2022 dans le cadre du Grand Prix automobile de Détroit. Il s'agissait de la sixième manche du championnat WeatherTech SportsCar Championship 2022 et les voitures de catégories Daytona Prototype international (DPi) et Grand Tourisme Daytona (GTD) ont participé à la course.

## Circuit

Circuit de Belle Isle.

Le circuit de Belle Isle (The Raceway on Belle Isle en anglais) est un circuit automobile temporaire qui emprunte les allées du parc de Belle Isle à Détroit, Michigan, États-Unis, et qui accueille tous les ans (ou presque) le Grand Prix automobile de Detroit.

## Course

### Classement de la course
Voici le classement officiel au terme de la course.
- Les vainqueurs de chaque catégorie sont signalés par un fond jauni.
- Pour la colonne Pneus, il faut passer le curseur au-dessus du modèle pour connaître le manufacturier de pneumatiques.

| Pos     | Classe | no | Écurie                                 | Pilotes                                 | Châssis                                 | Pneus | Tours | Temps               |
| ------- | ------ | -- | -------------------------------------- | --------------------------------------- | --------------------------------------- | ----- | ----- | ------------------- |
| Pos     | Classe | no | Écurie                                 | Pilotes                                 | Moteur                                  | Pneus | Tours | Temps               |
| 1       | DPi    | 01 | Cadillac Racing                        | Sébastien Bourdais Renger van der Zande | Cadillac DPi-V.R                        | M     | 73    | 1 h 40 min 45 s 972 |
| 1       | DPi    | 01 | Cadillac Racing                        | Sébastien Bourdais Renger van der Zande | Cadillac 5,5 L V8 Atmo                  | M     | 73    | 1 h 40 min 45 s 972 |
| 2       | DPi    | 60 | Meyer Shank Racing avec Curb Agajanian | Tom Blomqvist Oliver Jarvis             | Acura ARX-05                            | M     | 73    | + 0 s 398           |
| 2       | DPi    | 60 | Meyer Shank Racing avec Curb Agajanian | Tom Blomqvist Oliver Jarvis             | Acura AR35TT 3,5 L V6 Turbo             | M     | 73    | + 0 s 398           |
| 3       | DPi    | 02 | Cadillac Racing                        | Earl Bamber Alex Lynn                   | Cadillac DPi-V.R                        | M     | 73    | + 0 s 783           |
| 3       | DPi    | 02 | Cadillac Racing                        | Earl Bamber Alex Lynn                   | Cadillac 5,5 L V8 Atmo                  | M     | 73    | + 0 s 783           |
| 4       | DPi    | 10 | Konica Minolta Acura                   | Filipe Albuquerque Ricky Taylor         | Acura ARX-05                            | M     | 73    | + 15 s .942         |
| 4       | DPi    | 10 | Konica Minolta Acura                   | Filipe Albuquerque Ricky Taylor         | Acura AR35TT 3,5 L V6 Turbo             | M     | 73    | + 15 s .942         |
| 5       | DPi    | 5  | JDC Miller Motorsports                 | Tristan Vautier Richard Westbrook       | Cadillac DPi-V.R                        | M     | 73    | + 44 s 888          |
| 5       | DPi    | 5  | JDC Miller Motorsports                 | Tristan Vautier Richard Westbrook       | Cadillac 5,5 L V8 Atmo                  | M     | 73    | + 44 s 888          |
| 6       | DPi    | 31 | Whelen Engineering Racing              | Olivier Pla Pipo Derani                 | Cadillac DPi-V.R                        | M     | 73    | + 1 s 663           |
| 6       | DPi    | 31 | Whelen Engineering Racing              | Olivier Pla Pipo Derani                 | Cadillac 5,5 L V8 Atmo                  | M     | 73    | + 1 s 663           |
| 7       | GTD    | 17 | Vasser-Sullivan Racing                 | Ben Barnicoat Kyle Kirkwood             | Lexus RC F GT3                          | M     | 67    | + 6 tours           |
| 7       | GTD    | 17 | Vasser-Sullivan Racing                 | Ben Barnicoat Kyle Kirkwood             | Toyota 2UR 5,0 L V8 Atmo                | M     | 67    | + 6 tours           |
| 8       | GTD    | 27 | Heart of Racing Team                   | Roman De Angelis (en) Ross Gunn         | Aston Martin Vantage AMR GT3            | M     | 67    | + 6 tours           |
| 8       | GTD    | 27 | Heart of Racing Team                   | Roman De Angelis (en) Ross Gunn         | Aston Martin 4,0 L V8 Turbo             | M     | 67    | + 6 tours           |
| 9       | GTD    | 1  | Paul Miller Racing                     | Bryan Sellers Madison Snow              | BMW M4 GT3                              | M     | 67    | + 6 tours           |
| 9       | GTD    | 1  | Paul Miller Racing                     | Bryan Sellers Madison Snow              | BMW S58B30T0 3,0 L i6 M TwinPower Turbo | M     | 67    | + 6 tours           |
| 10      | GTD    | 12 | Vasser-Sullivan Racing                 | Frankie Montecalvo Aaron Telitz         | Lexus RC F GT3                          | M     | 67    | + 6 tours           |
| 10      | GTD    | 12 | Vasser-Sullivan Racing                 | Frankie Montecalvo Aaron Telitz         | Toyota 2UR 5,0 L V8 Atmo                | M     | 67    | + 6 tours           |
| 11      | GTD    | 32 | Gilbert / Korthoff Motorsports         | Stevan McAleer Mike Skeen (en)          | Mercedes-AMG GT3 Evo                    | M     | 67    | + 6 tours           |
| 11      | GTD    | 32 | Gilbert / Korthoff Motorsports         | Stevan McAleer Mike Skeen (en)          | Mercedes-Benz M159 6,2 L V8 Atmo        | M     | 67    | + 6 tours           |
| 12      | GTD    | 39 | CarBahn avec Peregrine Racing          | Robert Megennis Jeff Westphal           | Lamborghini Huracán GT3 Evo             | M     | 67    | + 6 tours           |
| 12      | GTD    | 39 | CarBahn avec Peregrine Racing          | Robert Megennis Jeff Westphal           | Lamborghini 5,2 L V10 Atmo              | M     | 67    | + 6 tours           |
| 13      | GTD    | 16 | Wright Motorsports                     | Ryan Hardwick Jan Heylen                | Porsche 911 GT3 R                       | M     | 66    | + 7 tours           |
| 13      | GTD    | 16 | Wright Motorsports                     | Ryan Hardwick Jan Heylen                | Porsche MA1.76/MDG.G 4,0 L Flat-6 Atmo  | M     | 66    | + 7 tours           |
| 14      | GTD    | 96 | Turner Motorsport                      | Bill Auberlen Robby Foley               | BMW M4 GT3                              | M     | 65    | + 8 tours           |
| 14      | GTD    | 96 | Turner Motorsport                      | Bill Auberlen Robby Foley               | BMW S58B30T0 3,0 L i6 M TwinPower Turbo | M     | 65    | + 8 tours           |
| 15 Abd. | GTD    | 51 | Rick Ware Racing                       | Ryan Eversley (en) Aidan Read           | Acura NSX GT3 Evo22                     | M     | 62    | + 11 tours          |
| 15 Abd. | GTD    | 51 | Rick Ware Racing                       | Ryan Eversley (en) Aidan Read           | Acura 3,5 L V6 Turbo                    | M     | 62    | + 11 tours          |
| 16 Abd. | GTD    | 57 | Winward Racing                         | Philip Ellis Russell Ward (en)          | Mercedes-AMG GT3 Evo                    | M     | 17    | Sortie de piste     |
| 16 Abd. | GTD    | 57 | Winward Racing                         | Philip Ellis Russell Ward (en)          | Mercedes-Benz M159 6,2 L V8 Atmo        | M     | 17    | Sortie de piste     |

Lors de l'inspection technique qui a eu lieu après la course, il avait été mis en évidence que la Cadillac DPi-V.R n°31 de l'écurie Whelen Engineering Racing ne répondait pas à la réglementation en vigueur du point de vue du poids minimum de la voiture. De ce fait, elle a été classée dernière de sa catégorie.

## Pole position et record du tour
- Pole position :  Sebastien Bourdais (#01 Cadillac Chip Ganassi Racing) en 1 min 18 s 818
- Meilleur tour en course :  Filipe Albuquerque (#10 Konica Minolta Acura) en 1 min 19 s 932

## Tours en tête
- no 01 Cadillac DPi-V.R - Cadillac Chip Ganassi Racing : 69 tours (1-35 / 40-73)[3]
- no 60 Acura ARX-05 - Meyer Shank Racing : 1 tour (36)
- no 31 Cadillac DPi-V.R - Whelen Engineering Racing : 3 tours (37-39)

## À noter
- Longueur du circuit : 2,35 mi
- Distance parcourue par les vainqueurs : 171,55 mi